# Radek Kašpárek
Radek Kašpárek (* 6. srpna 1981 Ostrava) je michelinský český šéfkuchař a porotce soutěží Masterchef Česko a Hell’s Kitchen Česko. Je majitelem pražských restaurací Field a 420.

## Život
Radek Kašpárek se narodil 6. srpna 1981 v Ostravě. Po maturitě pracoval jako kuchař, vystřídal několik restauračních zařízení. V letech 2010–2015 byl moderátorem pořadu televize Barrandov Co bude dnes k večeři?, později přejmenovaného na Kašpárku, vař!. V roce 2014 se stal šéfkuchařem a zároveň jedním z majitelů restaurace Field. O rok později restaurace dostala michelinskou hvězdu, kterou dokázala 2× obhájit. Od roku 2019 je jedním z porotců televizní soutěže MasterChef Česko.
Z prvního manželství má dvě dcery. Dne 13. března 2020 se oženil s partnerkou Andreou, která již měla dceru ze svého předchozího vztahu a 16. května 2021 se Radkovi a Andree Kašpárkovým narodil jejich první syn Sebastian.
Na Staroměstském náměstí v Praze otevřel 15. prosince 2023 restauraci s názvem 420, podle mezinárodní telefonní předvolby České republiky.
Od roku 2024 je porotcem televizní soutěže Hell’s Kitchen Česko. 